# Cratichneumon bifasciatus
Cratichneumon bifasciatus là một loài tò vò trong họ Ichneumonidae.